# ムバレク (ウズベキスタン)
ムバレク (ラテン文字:Muborak, Mubarek、ウズベク語: Muborak / Муборак、ロシア語: Мубарек、クリミア・タタール語: Mubarek /Мубарек) はウズベキスタン・カシュカダリヤ州の都市である。州都のカルシからは北西に約75kmの位置にある。2012年の人口は31,455人となっている。「ムボラク」や「ムバラク」と表記されることもある。

## 概要
1974年に都市として設立された。街には石油やガス精製工場があり、年間300億m3のガスを精製している。ソビエト連邦時代にはクリミア・タタール人の自治領としてムバレクを中心とした「ムバレク共和国」の設立が検討されたこともある。
また、街にはカルシからブハラへと向かうウズベキスタン鉄道の駅がある。

## スポーツ
サッカーの国内最上位リーグであるウズベク・リーグに参加しているマシュアル・ムバレクが本拠地としている。